# Ottumwa and Kirkville Railroad

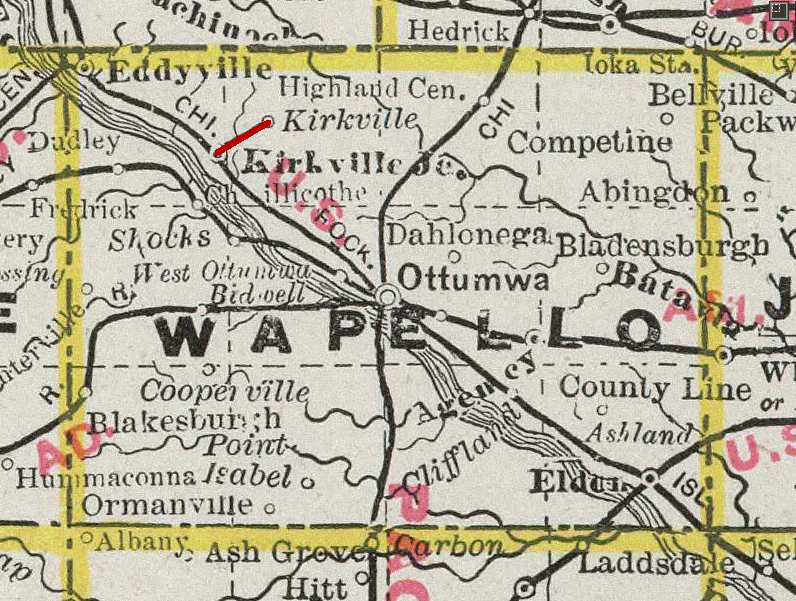
Streckenkarte der Ottumwa & Kirkville Railroad 1889

Die Ottumwa and Kirkville Railroad (auch Ottumwa and Kirkville Railway) war eine Bahngesellschaft im Wapello County, Iowa in den Vereinigten Staaten.
Die Gesellschaft wurde am 1. Oktober 1881 gegründet um die beiden Steinkohleminen der Tochtergesellschaft Wapello Coal Company nördlich von Ottumwa in Kirkville zu erschließen. Der Kapitalstock sollte aus 500.000 Dollar zu Aktien von jeweils 100 Dollar bestehen. 1500 Aktien wurden ausgegeben. Gegründet wurde die Gesellschaft von Thomas J. Potter (General Manager der Chicago, Burlington and Quincy Railroad), W. B. Bonnifield (Präsident der First national Bank of Ottumwa) sowie weiteren drei Personen. Thomas J. Potter wurde erster Präsident der Gesellschaft. Ab 1887 war J. C. Peasley Präsident der Gesellschaft.
Die 5,35 Kilometer lange Bahnstrecke wurde in der Normalspur von 1435 mm erbaut. Die Strecke zweigte von Bahnstrecke der Chicago, Rock Island and Pacific Railroad am Stationspunkt Comstock bzw. Kirkville Junction nach Nordosten ab. Zusätzlich erhielt die Gesellschaft Streckennutzungsrechte zwischen Comstock und Ottumwa auf der Bahnstrecke der Chicago, Rock Island and Pacific Railroad.  Es wurden zwei Bahnstationen erbaut. In Ottumwa bestand eine Verbindung zur Chicago, Rock Island and Pacific Railroad. Der Bau kostete 272.292,16 Dollar. Die Gesellschaft beschäftigte 10 Personen und besaß eine Lokomotive. Im Jahr 1884 wurden 8.152 Passagiere und 152.925 Tonnen Güter befördert, 1887 12.213 Personen 237.208 Tonnen Güter. Es fuhr ein Personenzug werktags sowie ein zweiter Zug dienstags, donnerstags und sonnabends in jeder Richtung.
Nachdem die Kohlegruben erschöpft waren, wurden der Betrieb der Strecken am 4. September 1890 eingestellt und die Gleise abgebaut. Am 29. November 1890 wurde die Gesellschaft liquidiert.

## Belege
- The Iowa Journal of History, Hrsg.:State Historical Society of Iowa., 1928, Band 26 (Google Books)
- Annual report of the Board of Railroad Commissioners State of Iowa 1884, 1885, 1888